# 21e étape du Tour de France 2009
Pour un article plus général, voir Tour de France 2009.
La 21e et dernière étape du Tour de France 2009, s'est déroulée le 26 juillet. Le parcours de 164 kilomètres reliait entre Montereau-Fault-Yonne et Paris. Mark Cavendish a remporté sa sixième victoire personnelle.

## Parcours
L'étape de 164 kilomètres se découpe en deux parties distinctes et traditionnelles pour la dernière étape du Tour de France avec arrivée sur l'avenue des Champs-Élysées : 112 kilomètres de circuit plat en Île-de-France avant de rejoindre un circuit fermé de 6,5 kilomètres parcouru huit fois.
À partir du départ de Montereau-Fault-Yonne, le peloton se dirige vers le nord pendant une soixantaine de kilomètres à travers le centre du département de Seine-et-Marne jusqu'à Villeneuve-le-Comte. Là, en tournant à gauche, il se dirige vers l'ouest pendant une cinquantaine de kilomètres à travers la Seine-et-Marne et le nord du département du Val-de-Marne.
L'entrée dans Paris s'effectue à la limite avec Charenton-le-Pont et le circuit est rejoint en longeant la rive gauche de la Seine.
Après un premier passage de la ligne d'arrivée (45 mètres d'altitude), placée vers le bas de l'avenue des Champs-Élysées, les coureurs effectuent huit fois le circuit habituel : montée jusqu'en haut de l'avenue (52 mètres), puis la descente de celle-ci, traversée de la place de la Concorde (40 mètres), emprunt du quai des Tuileries pour contourner le jardin des Tuileries en passant par le souterrain Lemonnier (35 mètres). De là, les coureurs retournent vers la ligne d'arrivée par la rue de Rivoli et la place de la Concorde.

## Récit
Du départ de Montereau-Fault-Yonne jusqu'à l'arrivée à Paris, le rythme est, comme à l'accoutumée, lent et l'ambiance est détendue. Après l'entrée dans la capitale de la France, les Astana haussent progressivement l'allure.
À l'entrée du circuit final, Sylvain Calzati (AG2R La Mondiale) accélère, mais c'est sous l'impulsion de Fumiyuki Beppu (Skil-Shimano) que se constitue l'échappée du jour, composée de Beppu, donc, mais aussi de Jussi Veikkanen (La Française des jeux), Arnaud Coyot (Caisse d'Épargne), Samuël Dumoulin (Cofidis), Freddy Bichot (BBox Bouygues Telecom), Carlos Barredo (Quick Step) et Fabian Wegmann (Team Milram). L'avance des hommes de tête n'excédant pas les 30 secondes, Beppu, Veikkanen et Wegmann faussent compagnie au reste du groupe à 2 tours de l'arrivée, mais réintègrent le peloton à 5 km du but.
L'explication entre les sprinteurs peut alors commencer. Bien que contesté par les Garmin-Slipstream, le Team Columbia-HTC et Mark Renshaw emmènent parfaitement Mark Cavendish, qui remporte sa 6e victoire sur ce Tour de France 2009. Mais, ce succès ne prive toutefois pas Thor Hushovd du maillot vert.

## Sprints intermédiaires
| Premier  | Samuel Dumoulin | 6 pts |
| Deuxième | Fumiyuki Beppu  | 4 pts |
| -        | Carlos Barredo  | -     |

| -         | Carlos Barredo   | -     |
| Premier   | Fabian Wegmann   | 6 pts |
| Deuxième  | Non attribué     | 4 pts |
| Troisième | Alexandre Pichot | 2 pts |

## Classement de l'étape
| Classement de la 21e étape | Classement de la 21e étape | Classement de la 21e étape | Classement de la 21e étape | Classement de la 21e étape |
|                            | Coureur                    | Pays                       | Équipe                     | Temps                      |
| -------------------------- | -------------------------- | -------------------------- | -------------------------- | -------------------------- |
| 1er                        | Mark Cavendish             | GBR                        | Team Columbia-HTC          | en 4 h 2 min 18 s          |
| 2e                         | Mark Renshaw               | AUS                        | Team Columbia-HTC          | m.t.                       |
| 3e                         | Tyler Farrar               | USA                        | Garmin-Slipstream          | m.t.                       |
| 4e                         | Gerald Ciolek              | GER                        | Team Milram                | m.t.                       |
| 5e                         | Yauheni Hutarovich         | BLR                        | La Française des jeux      | m.t.                       |
| 6e                         | Thor Hushovd               | NOR                        | Cervélo TestTeam           | m.t.                       |
| 7e                         | José Joaquín Rojas         | ESP                        | Caisse d'Épargne           | m.t.                       |
| 8e                         | Marco Bandiera             | ITA                        | Lampre-NGC                 | m.t.                       |
| 9e                         | Daniele Bennati            | ITA                        | Liquigas                   | m.t.                       |
| 10e                        | William Bonnet             | FRA                        | BBox Bouygues Telecom      | m.t.                       |
| modifier                   |                            |                            |                            |                            |

## Classement général
| Classement général à la 21e journée | Classement général à la 21e journée | Classement général à la 21e journée | Classement général à la 21e journée | Classement général à la 21e journée |
|                                     | Coureur                             | Pays                                | Équipe                              | Temps                               |
| ----------------------------------- | ----------------------------------- | ----------------------------------- | ----------------------------------- | ----------------------------------- |
| 1er                                 | Alberto Contador                    | ESP                                 | Astana                              | en 85 h 48 min 35 s                 |
| 2e                                  | Andy Schleck                        | LUX                                 | Team Saxo Bank                      | + 4 min 11 s                        |
| 3e                                  | Lance Armstrong                     | USA                                 | Astana                              | + 5 min 24 s                        |
| 4e                                  | Bradley Wiggins                     | GBR                                 | Garmin-Slipstream                   | + 6 min 1 s                         |
| 5e                                  | Fränk Schleck                       | LUX                                 | Team Saxo Bank                      | + 6 min 4 s                         |
| 6e                                  | Andreas Klöden                      | GER                                 | Astana                              | + 6 min 42 s                        |
| 7e                                  | Vincenzo Nibali                     | ITA                                 | Liquigas                            | + 7 min 35 s                        |
| 8e                                  | Christian Vande Velde               | USA                                 | Garmin-Slipstream                   | + 12 min 4 s                        |
| 9e                                  | Roman Kreuziger                     | CZE                                 | Liquigas                            | + 14 min 16 s                       |
| 10e                                 | Christophe Le Mével                 | FRA                                 | La Française des jeux               | + 14 min 25 s                       |
| modifier                            |                                     |                                     |                                     |                                     |

### Classement par points
| Classement par points | Classement par points | Classement par points | Classement par points | Classement par points |
| --------------------- | --------------------- | --------------------- | --------------------- | --------------------- |
|                       | Coureur               | Pays                  | Équipe                | Point(s)              |
| 1er                   | Thor Hushovd          | NOR                   | Cervélo TestTeam      | 280 points            |
| 2e                    | Mark Cavendish        | GBR                   | Team Columbia-HTC     | 270 pts               |
| 3e                    | Gerald Ciolek         | GER                   | Team Milram           | 172 pts               |
| modifier              |                       |                       |                       |                       |

### Classement de la montagne
| Classement du meilleur grimpeur | Classement du meilleur grimpeur | Classement du meilleur grimpeur | Classement du meilleur grimpeur | Classement du meilleur grimpeur |
| ------------------------------- | ------------------------------- | ------------------------------- | ------------------------------- | ------------------------------- |
|                                 | Coureur                         | Pays                            | Équipe                          | Point(s)                        |
| 1er                             | Franco Pellizotti               | ITA                             | Liquigas                        | 210 points                      |
| 2e                              | Egoi Martínez                   | ESP                             | Euskaltel-Euskadi               | 135 pts                         |
| 3e                              | Alberto Contador                | ESP                             | Astana                          | 126 pts                         |
| modifier                        |                                 |                                 |                                 |                                 |

### Classement du meilleur jeune
| Classement général du meilleur jeune | Classement général du meilleur jeune | Classement général du meilleur jeune | Classement général du meilleur jeune | Classement général du meilleur jeune |
|                                      | Coureur                              | Pays                                 | Équipe                               | Temps                                |
| ------------------------------------ | ------------------------------------ | ------------------------------------ | ------------------------------------ | ------------------------------------ |
| 1er                                  | Andy Schleck                         | LUX                                  | Team Saxo Bank                       | en 85 h 52 min 46 s                  |
| 2e                                   | Vincenzo Nibali                      | ITA                                  | Liquigas                             | + 3 min 24 s                         |
| 3e                                   | Roman Kreuziger                      | CZE                                  | Liquigas                             | + 10 min 5 s                         |
| modifier                             |                                      |                                      |                                      |                                      |

### Classement par équipes
| Classement par équipes | Classement par équipes | Classement par équipes | Classement par équipes |
|                        | Équipe                 | Pays                   | Temps                  |
| ---------------------- | ---------------------- | ---------------------- | ---------------------- |
| 1re                    | Astana                 | Kazakhstan             | en 256 h 2 min 58 s    |
| 2e                     | Garmin-Slipstream      | États-Unis             | + 22 min 35 s          |
| 3e                     | Team Saxo Bank         | Danemark               | + 28 min 34 s          |
| modifier               |                        |                        |                        |

### Combativité
Fumiyuki Beppu